# هان چانگ-وها
هان چانگ-وها (انگلیسی: Han Chang-wha; ۳ نوامبر ۱۹۲۲ – ۱۸ آوریل ۲۰۰۶) بازیکن فوتبال اهل کره جنوبی بود.
وی همچنین در تیم ملی فوتبال کره جنوبی بازی کرده‌است.